# 英仙座V396
英仙座V396，又名BD+47 847，HD 21699、SAO 38917、HR 1063，是英仙座的一颗恒星，视星等为5.47，位于銀經148.68，銀緯-6.65，其B1900.0坐标为赤經3h 25m 4.4s，赤緯+47° -6.65′ 57″。